# Lijst van burgemeesters van Tienhoven (Utrecht)
Dit is een lijst van burgemeesters van de voormalige Nederlandse gemeente Tienhoven (Utrecht) tot die gemeente in 1957 opging in de gemeente Maarssen.
| Ambtsperiode | Naam burgemeester                       | Partij of stroming | Bijzonderheden |
| ------------ | --------------------------------------- | ------------------ | --- |
| 1817 - 1839? | Pieter Augustus Voigt                   |                    | tot 1825 schout; tevens schout/burgemeester van Breukelen (1811-1818) en Breukelen-Nijenrode (1818-1839)                                 |
| 1839? - 1850 | Jan van den Andel                       |                    | tevens schout/burgemeester van Breukelen-Sint Pieters (1819-1850) en Portengen (1827-1850), later van Ruwiel (1850-1852)                 |
| 1850 - 1855  | Joan Vlug                               |                    | tevens burgemeester van Breukelen-Nijenrode (1839-1855), Breukelen-Sint Pieters (1850-1855), Ruwiel (1852-1855) en Portengen (1850-1855) |
| 1855 - 1862  | jhr J.P.A.L. Ram                        |                    | tevens burgemeester van Breukelen-Nijenrode, Breukelen-Sint Pieters, Ruwiel (alle drie 1855-1862) en Portengen (1855-1857)               |
| 1862 - 1867  | G.D. Duuring                            |                    | tevens burgemeester van Breukelen-Nijenrode en Breukelen-Sint Pieters                                                                    |
| 1867 - 1872  | mr. Johan (J.A.) Spengler               |                    | tevens burgemeester van Breukelen-Nijenrode en Breukelen-Sint Pieters                                                                    |
| 1872 - 1882  | Pieter Lodewijk Albert (P.L.A.) Collard |                    | tevens burgemeester van Breukelen-Nijenrode en Breukelen-Sint Pieters, eerder van De Rijp                                                |
| 1882 - 1885  | J.G.E. baron van Ittersum               |                    | tevens burgemeester van Breukelen-Nijenrode en Breukelen-Sint Pieters                                                                    |
| 1886 - 1910  | J.Th.A. Braams                          |                    | tevens burgemeester van Breukelen-Nijenrode en Breukelen-Sint Pieters                                                                    |
| 1910 - 1914  | Meine (M.) Fernhout                     | ARP                | later o.a. burgemeester van Kampen |
| 1914 - 1919  | Iman (I.) Padmos                        |                    | later burgemeester van Mijdrecht en Wilnis                                                                                               |
| 1919 - 1948  | A.A. van den Hoorn                      |                    | |
| 1949 - 1957  | jhr. J. Huydecoper van Maarsseveen      |                    | deels waarnemend, tevens (waarnemend) burgemeester van Achttienhoven (1932-1954) en Westbroek (1932-1957)                                |